# Boris Apsen
Boris Apsen (Moskva, 1. srpnja 1894. – Brela, 1. rujna 1980.) bio je rusko-hrvatski matematičar i geodet.

## Životopis
Rodio se je u Moskvi. Dio vala ruskih emigranata, koji je stigao u hrvatske krajeve. Godine 1921. stigao je u dubrovačku luku. Njemu i supruzi Jekaterini Fjodorovnoj novo je odredište bio Zlarin gdje je supruga postala liječnica. Godine 1929. godine stekao je državljanstvo Kraljevine Jugoslavije. Diplomirao je na Tehničkom fakultetu u Zagrebu. Karijera mu je napredovala, pa su ga pozvali raditi na mjestu slobodna predavača niže geodezije. U Brelima je kupio zemlju i 1930-ih godina na njoj sagradio kuću. Godine 1942. doktorirao je i postao prvi doktor geodetskih znanosti na Sveučilištu u Zagrebu te je počeo predavati matematiku na Tehničkom fakultetu. Godine 1946. je uhićen. Budući da mu je mjesto na fakultetu zauzeo netko drugi, otišao je raditi kao nastavnik matematike u srednjoj geodetskoj školi u Zagrebu i na tom je mjesto ostao sve do mirovine.
Impresivan je Apsenov opus udžbenika. Mnogi su izdani u više izdanja. Radovi su mu postali nezaobilazna referentna literatura. Zbog svega toga imao je autoritet u znanstvenoj zajednici. Ističu mu se udžbenici Logaritmar, Repetitorij elementarne matematike, Repetitorij više matematike i mnogi drugi.
Umro je 1. rujna 1980. u Brelima, a pokopan je u Zagrebu na Mirogoju. 

## Vanjske poveznice
- Apsen, Boris Hrvatska tehnička enciklopedija, portal hrvatske tehničke baštine. LZMK